# Zéologuin
Zéologuin est une commune située dans le département de Tensobentenga de la province de Kouritenga dans la région du Centre-Est au Burkina Faso.

## Santé et éducation
Zéologuin accueille un centre de santé et de promotion sociale (CSPS) tandis que le centre médical avec antenne chirurgicale (CMA) se trouve à Koupéla.